# الملكية الألمانية
 كانت ملكية ألمانيا (الملكية الألمانية) هي نظام الحكم الذي كان فيه الملك الوراثي ملكًا للإمبراطورية الألمانية من عام 1871 إلى عام 1918.

## التاريخ
تم إنشاء ملك ألمانيا بإعلان من رئيس اتحاد شمال ألمانيا وملك بروسيا، وليام الأول ملك بروسيا، كـ «إمبراطور ألماني» خلال الحرب الفرنسية البروسية، في 18 يناير 1871 في قصر فرساي.
تم اختيار لقب الإمبراطور الألماني بعناية من قِبل وزير بروسيا ومستشار اتحاد شمال ألمانيا أوتو فون بسمارك بعد المناقشة حتى (وبعد) يوم الإعلان. قبل ويليام الأول هذا اللقب على مضض لأنه كان يفضل «إمبراطور ألمانيا» الذي كان غير مقبول لدى الملوك الفدراليين، والذي كان سيشير أيضًا إلى المطالبة بأراضي خارج عهده (النمسا، سويسرا، لوكسمبورغ وما إلى ذلك.). تم استبعاد لقب «إمبراطور الألمان»، كما اقترح في برلمان فرانكفورت في عام 1848، لأنه اعتبر نفسه قد تم اختياره «بنعمة الله»، وليس من قِبل الناس كما في الديمقراطية.
بواسطة هذا الحفل، تم تحويل اتحاد شمال ألمانيا إلى الإمبراطورية الألمانية. كانت هذه الإمبراطورية ملكية فدرالية. كان الإمبراطور رئيس الدولة ورئيس الملوك الفدراليين (ملوك بافاريا، وراينبرغ، ساكسونيا، الدوقات الكبرى في أولدنبورغ، بادن، مكلنبورغ شفيرين، هيس، بالإضافة إلى إمارات أخرى، ودوقات ومدن هامبورغ الحرة.، لوبيك وبريمن).
بعض المنظمات مثل Tradition und Leben تدعو إلى العودة إلى الملكية. ومع ذلك، يوجد حاليًا القليل من الدعم السائد لاستعادة النظام الملكي. [بحاجة لمصدر]

## قائمة الملوك الألمان
| العاهل | العاهل | العاهل                                                     | قرين | قرين                                                              | فتره حكم        | فتره حكم                | البيت الملكي    |
| #      | صورة   | اسم                                                        | صورة | اسم                                                               | حكم البداية     | حكم نهاية               | البيت الملكي    |
| ------ | ------ | ---------------------------------------------------------- | ---- | ----------------------------------------------------------------- | --------------- | ----------------------- | --------------- |
| 1      |        | الامبراطور ويليام الأول (1797-1888) Kaiser Wilhelm I       |      | الإمبراطورة أوغستا (1811-1890) Kaiserin Auguste                   | 18 January 1871 | 9 March 1888            | بيت هوهينزوليرن |
| 2      |        | الامبراطور فريدريك الثالث (1831-1888) Kaiser Friedrich III |      | الإمبراطورة فيكتوريا (1840-1901) Kaiserin Viktoria                | 9 March 1888    | 15 June 1888            | بيت هوهينزوليرن |
| 3      |        | الامبراطور وليام الثاني (1859-1941) Kaiser Wilhelm II      |      | الإمبراطورة أوغستا فيكتوريا (1858-1921) Kaiserin Auguste Viktoria | 15 June 1888    | 9 November 1918 (تنازل) | بيت هوهينزوليرن |

## رؤساء بيت هوهينزوليرن
على الرغم من إلغاء الملكية في عام 1918، لم يتخلى بيت هوهينزوليرن عن مطالبهم بالعرش في بروسيا والإمبراطورية الألمانية. ترتبط هذه الادعاءات بدستور الإمبراطورية الألمانية: وفقًا لهذا، فإن كل من كان ملك بروسيا كان أيضًا إمبراطورًا ألمانيًا. ومع ذلك، لم يتم التعرف على هذه المطالبات من قبل جمهورية ألمانيا الاتحادية أو أي شخص آخر، وهذا يشمل جمهورية فايمار وألمانيا النازية وألمانيا الغربية أو الشرقية.
في عام 1933، تخلى الأمير ويليام عن مطالبته بالعرش السابق عندما تزوج من دوروثيا فون سالفاتي، وفي عام 1940 قبل وليام الثاني دوروثيا وبناته فيليتكاس وكريستا كأعضاء في السلالة، على غرار سموه صاحب السمو الملكي دوروثيا، أميرة بروسيا، صاحبة السمو الملكي فيليسيتاس، صاحبة السمو الملكي قتل كريستا، أميرة بروسيا، الأمير وليام في عام 1940.
| الزاعم | الزاعم                                    | الزاعم                                    | قرين | قرين                                          | فتره حكم          | فتره حكم          |
| #      | صورة                                      | اسم                                       | صورة | اسم                                           | حكم البداية       | حكم نهاية         |
| ------ | ----------------------------------------- | ----------------------------------------- | ---- | --------------------------------------------- | ----------------- | ----------------- |
| 1      |                                           | الامبراطور وليام الثاني </br> (1859-1941) |      | الإمبراطورة أوغستا فيكتوريا </br> (1858-1921) | 9 November 1918   | 4 June 1941       |
| 1      | الإمبراطورة هيرمين ريوس </br> (1887-1947) | الامبراطور وليام الثاني </br> (1859-1941) |      |                                               | 9 November 1918   | 4 June 1941       |
| 2      |                                           | ولي العهد وليام </br> (1882-1951)         |      | ولي العهد الأميرة سيسيلي </br> (1886-1954)    | 4 June 1941       | 20 July 1951      |
| 3      |                                           | الأمير لويس فرديناند </br> (1907-1994)    |      | الأميرة كيرا كيريلوفنا </br> (1909-1967)      | 20 July 1951      | 26 September 1994 |
| 4      |                                           | الأمير جورج فريدريك </br> (1976-)         |      | الأميرة صوفي </br> (1978-)                    | 26 September 1994 |                   |

## القيادات الملكية والامبراطورية
- أوغستا من ساكس-فايمار-آيزناخ (زوجة الإمبراطور ويليام الأول)
- فيكتوريا أميرة بريطانيا وإمبراطورة ألمانيا (زوجة الإمبراطور فريدريك الثالث)
- الأميرة أوغستا فيكتوريا من شلسفيغ-هولشتاين (الزوجة الأولى للإمبراطور ويليام الثاني)
- الأميرة هيرمين روس من جريز (زوجة ثانية للإمبراطور ويليام الثاني)
- دوقة سيسيلي من مكلنبورغ-شفيرين (زوجة ولي العهد فيلهلم)
- الدوقة الكبرى كيرا كيريلوفنا الروسية (زوجة الأمير لويس فيردياند)
- الأميرة صوفي من Isenburg (زوجة الأمير جورج فريدريش)